# Peter Bearman
Peter Shawn Bearman (né en 1956) est un sociologue américain connu pour ses travaux sur la santé des adolescents. Il s'est également spécialisé dans la recherche méthodologique en sociologie et est l'une des figures de la sociologie analytique. Il est actuellement professeur au département de sociologie de l'université Columbia et directeur de l'Interdisciplinary Center for Innovative Theory and Empirics (INCITE).
Il est membre de l'Académie américaine des arts et des sciences depuis 2008, de l'Académie nationale des sciences depuis 2014 et de l'Académie nationale de médecine en 2019.